# Klein Offenseth-Sparrieshoop
Klein Offenseth-Sparrieshoop (niederdeutsch: Lütt Offenseet-Sparrshoop) ist eine Gemeinde im Kreis Pinneberg in Schleswig-Holstein.

## Geografie

### Geografische Lage
Das Gemeindegebiet von Klein Offenseth-Sparrieshoop erstreckt sich im Bereich der naturräumlichen Haupteinheit Barmstedt-Kisdorfer Geest (Nr. 694) nördlich der Stadt Elmshorn. Die Offenau fließt durch die Gemeinde.

### Gemeindegliederung
Siedlungsgeographisch befinden sich einzig die beiden im Gemeindenamen vereinigten Ortsteile Klein Offenseth, ein Dorf, und Sparrieshoop, Dorf und Siedlung, als amtlich erfasste Wohnplätze im Gemeindegebiet.

### Nachbargemeinden
Direkt angrenzende Gemeinden von Klein Offenseth-Sparrieshoop sind:
|                         | Brande-Hörnerkirchen                        |                       |
| Horst (Kreis Steinburg) | Kompassrose, die auf Nachbargemeinden zeigt | Groß Offenseth-Aspern |
|                         | Elmshorn                                    | Bokholt-Hanredder     |

## Politik

### Gemeindevertretung
- SPD: 5
- FWG: 9
- Grüne: 3

Ergebnis der Kommunalwahl vom 14. Mai 2023
| Partei                                                           | Prozent | Sitze |
| ---------------------------------------------------------------- | ------- | ----- |
| Freie Wähler Gemeinschaft von Klein Offenseth-Sparrieshoop (FWG) | 55,8 %  | 9     |
| SPD                                                              | 28,7 %  | 5     |
| Grüne                                                            | 15,4 %  | 3     |

### Wappen
Blasonierung: „Über silbernem Schildfuß, darin ein unterhalbes blaues Wagenrad, in Rot die silberne vordere Giebelseite eines Bauernhauses mit eingezogenem Dielentor (Heckschuur); in den Oberecken je eine silberne heraldische Rose.“

## Kultur und Sehenswürdigkeiten

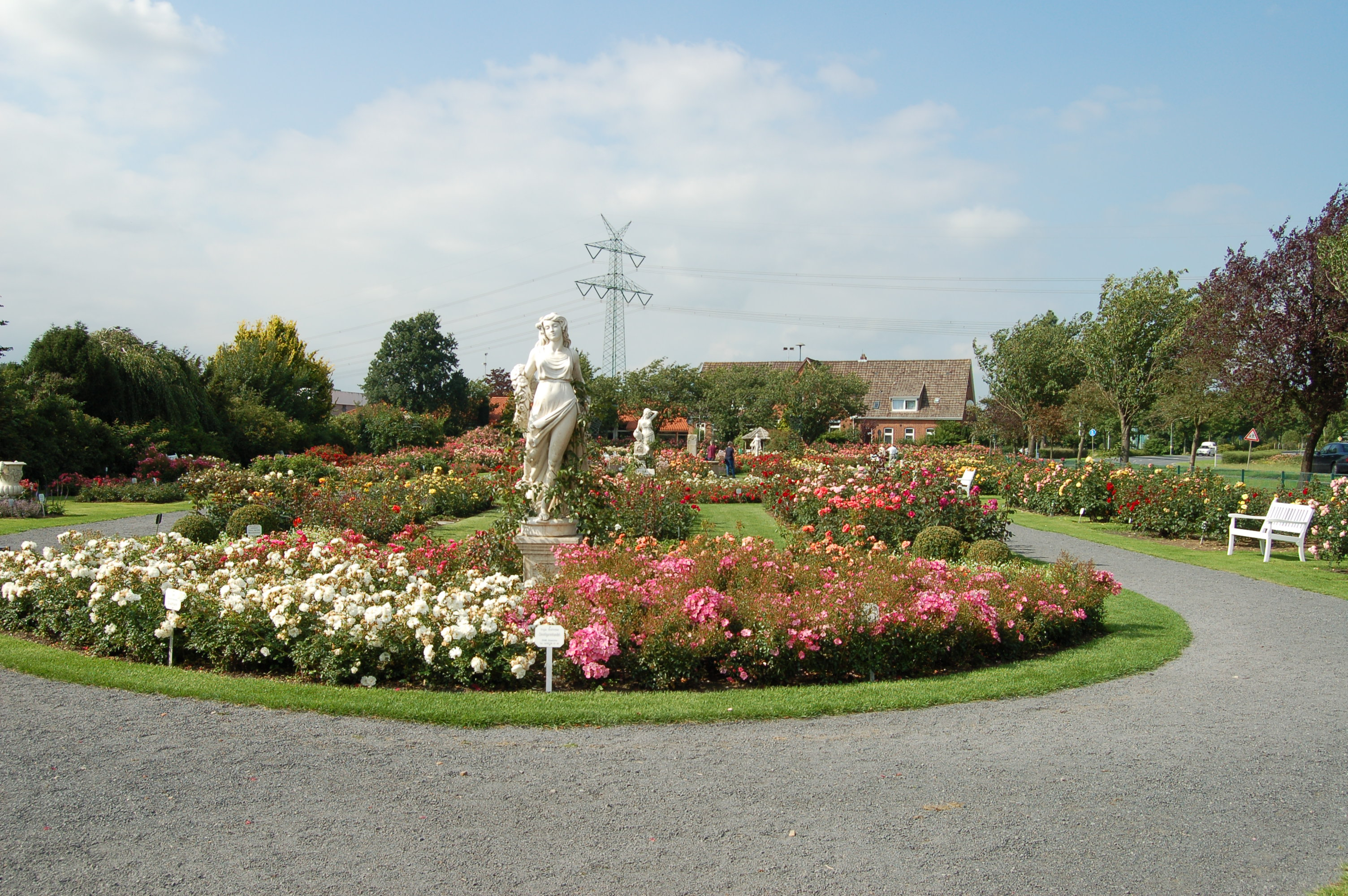
Blick in den Rosengarten

Eine der Sehenswürdigkeiten der Gemeinde ist der Rosenpark von Rosen Kordes, der zwischen den beiden Ortsteilen Klein Offenseth und Sparrieshoop liegt.

## Wirtschaft und Infrastruktur

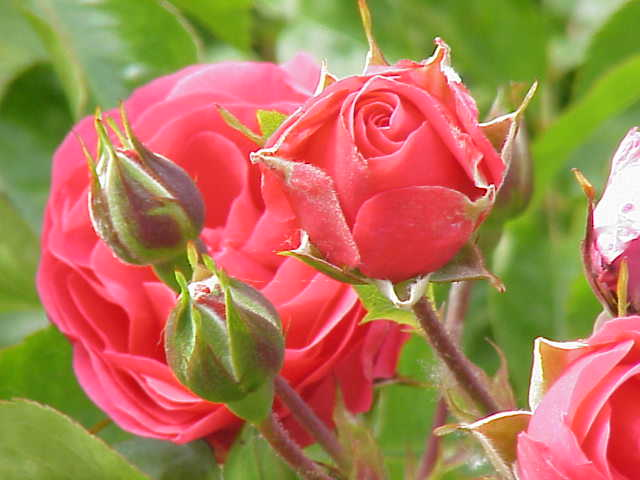
Elveshörn – eine der vielen Rosensorten aus Klein Offenseth-Sparrieshoop

Einen Namen hat Klein Offenseth-Sparrieshoop im Bereich der Rosenzucht durch das hier ansässige Unternehmen W. Kordes’ Söhne. Viele weltweit bekannte Rosensorten haben ihren Ursprung in Sparrieshoop. Ein Zeugnis legt der von immer mehr Touristen besuchte Rosengarten ab; der Eintritt ist kostenlos. Auch ein weltweit agierender Futtermittel-Hersteller, die Firma SALVANA, tätigt seine Geschäfte vom Firmensitz in Klein Offenseth-Sparrieshoop aus. Von den ehemals vielen landwirtschaftlichen Betrieben sind heute nur noch wenige geblieben, wie in den meisten Gemeinden der Region kommt ein Großteil der Einwohner seiner beruflichen Tätigkeit in den umliegenden Städten oder in Hamburg nach.

### Bildung
Kindergarten und Grundschule befinden sich im Ort, weiterführende Schulen stehen im benachbarten Elmshorn und in Barmstedt zur Verfügung. Es gibt auch eine umfassend ausgestattete Bücherei.

### Verkehr
Verkehrstechnisch erschlossen wird die Gemeinde über die Anschlussstelle Horst/Elmshorn (Nr. 13) an der Bundesautobahn 23. Sie bindet über die schleswig-holsteinische Landesstraße 288 an die von Westen ins Gemeindegebiet führende L 112 an.
An dem Haltepunkt Sparrieshoop wird der Ort im Hamburger Verkehrsverbund und Nahverkehrsverbund Schleswig-Holstein an der Bahnstrecke Elmshorn–Henstedt-Ulzburg der AKN Eisenbahn erreicht. Hier fährt die Linie A3 der AKN, im Regelfall im 30-Minuten-Takt in beide Richtungen.

## Personen mit Bezug zum Ort
- Anneke Kim Sarnau (* 1972), Schauspielerin, ist im Ort aufgewachsen